# 藤ノ木優
藤ノ木　優 (ふじのき　ゆう) は日本の産婦人科医、医学博士、小説家。
1999年東邦大学附属東邦高校卒業、同年順天堂大学医学部入学、2006年卒業。2015年同大学院修了。順天堂大学浦安病院勤務を経て、2017年遠藤レディースクリニックを開設した。大学院時代から続けているブログ、「産婦人科医きゅーさんが本当に伝えたい事」で、アメーバブログトップブロガーの認定を受けている。
2019年より文学賞への投稿を始め、小説現代長編新人賞二次選考通過、小説 野性時代新人賞二次選考通過、暮らしの小説大賞一次選考通過を経て、2020年、「まぎわのごはん」が第2回「日本おいしい小説大賞」の最終選考に残り、翌21年、同作を加筆修正して小説家としてデビューした。

## 作品

### 小説
- 『まぎわのごはん』 小学館 2021年6月7日刊 ISBN 978-4094070316
- 『あの日に亡くなるあなたへ』 小学館 2022年8月5日刊 ISBN 978-4094071696
- 『アンドクター 聖海病院患者相談室』 KADOKAWA 2023年1月24日刊 ISBN 978-4041129227
- 『あしたの名医：伊豆中周産期センター』新潮社 2023年9月28日刊 ISBN 978-4101046518

### 実用書
- 『妊娠・出産を安心して迎えるために 産婦人科医きゅー先生の本当に伝えたいこと』　KADOKAWA　2016年6月16日刊 ISBN 978-4040683775